# Kriegsgefangenenfriedhof Mingetschaur
Der Kriegsgefangenenfriedhof Mingetschaur liegt an der nördlichen Peripherie der Stadt Mingəçevir  in Aserbaidschan am Stausee der Kura, dem größten Stausee des Kaukasus. Hier ruhen 828 Kriegsgefangene.

## Das Lager

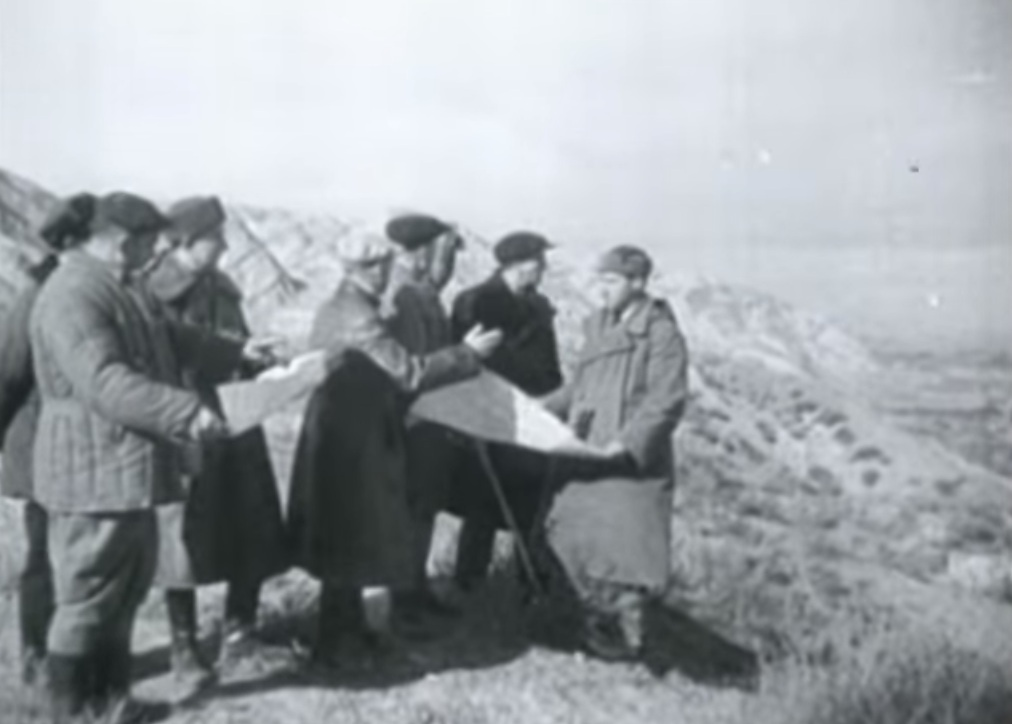
Aufbau von Mingəçevir

Die Toten sind Verstorbene aus dem Lager 444. Aufgabe der Kriegsgefangenen war es, beim Aufbau der Stadt Mingəçevir mitzuwirken. Die Stadt wurde 1948 gegründet.

## Der Friedhof
Der Friedhof wurde von den deutschen Kriegsgefangenen für ihre Verstorbenen errichtet, blieb erhalten und wurde 1999 renoviert. Auf dem Friedhof wachsen Granatäpfel. Er grenzt an eine Abraumhalde des Stausees. Er ist durch eine Mauer eingegrenzt und umfasst 8.125 Quadratmeter. Die Gräber sind durch Steinhügel mit Metallschildern gekennzeichnet. Hier ruhen verstorbene Kriegsgefangene des Zweiten Weltkriegs. Ein 5,5 Meter hohes Metallkreuz weist auf den Friedhof hin.